# Vlčí louka
Přírodní památka Vlčí louka byla vyhlášena roku 1965 na rozloze 5,87 ha k ochraně jednoho z nejvýše položených vrchovišť v Jizerských horách. Chráněné území leží na jižním svahu Smědavské hory v nadmořské výšce 1020 až 1025 m v katastru města Hejnice v okrese Liberec, v jižním směru od obce.
Lokalita je porostlá klečovými porosty. Roste zde rosnatka okrouhlolistá (Drosera rotundifolia), kyhanka sivolistá (Andromeda polifolia), klikva bahenní (Vaccinium oxycoccos), ostřice chudokvětá (Carex pauciflora), sítina kostrbatá (Juncus squarrosus) a šicha černá (Empetrum nigrum). Žije zde tetřívek obecný (Lyrurus tetrix) a zmije obecná (Vipera berus).
Nedaleko památky na jihu se nachází další přírodní památky U posedu, Klečové louky, Na kneipě (přírodní památka) a přírodní rezervace Prales Jizera.